# Довжицька сільська рада (Маневицький район)
| Довжицька сільська рада — адміністративно-територіальна одиниця та орган місцевого самоврядування у Маневицькому районі Волинської області з адміністративним центром у с. Довжиця. Історична дата утворення: в 1975 році. Сільській раді підпорядковані населені пункти: - с. Довжиця - с. Велика Яблунька - с. Граддя - с. Загорівка - с. Мала Яблунька |

## Склад ради
Рада складається з 16 депутатів та голови.

### Керівний склад ради
| ПІБ                    | Основні відомості                                                                       | Дата обрання | Дата звільнення |
| ---------------------- | --------------------------------------------------------------------------------------- | ------------ | --------------- |
| Ткачук Іван Григорович | Сільський голова, 1957 року народження, освіта, член народної партії                    | 26.03.2006   | 31.10.2010      |
| Ткачук Іван Григорович | Сільський голова, 1957 року народження, освіта середня спеціальна, член народної партії | 31.10.2010   |                 |

Примітка: таблиця складена за даними джерела

## Населення
Згідно з переписом УРСР 1989 року чисельність наявного населення сільської ради становила 1864 особи, з яких 880 чоловіків та 984 жінки.
За переписом населення України 2001 року в сільській раді мешкало 1937 осіб.

### Мова
Розподіл населення за рідною мовою за даними перепису 2001 року:
| Мова       | Відсоток |
| ---------- | -------- |
| українська | 99,69 %  |
| російська  | 0,26 %   |
| молдовська | 0,05 %   |